# Битка на Вич
Битката на Вич (на гръцки: Μάχη του Βιτσίου) е част от решителното настъпление на правителствената армия на Гърция по фронта Вич - Грамос, укрепен от сили на Демократичната армия на Гърция. Изходът от нея е решителен за края на Гръцката гражданска война.

## Сражение
Битката за Вич е втората част на Операция „Пирсос“. На 10 август 1949 година правителствените войски започват настъпление срещу позициите на 10-а и 11-а дивизия на Демократичната армия на Гърция (ДАГ), които до 16 август са разбити и започват масово отстъпление към Албания. 6000 от нейните бойци се прехвърлят на Грамос, където участват в последното сражение с правителствените войски.